# Mihail Manoilescu
Mihail Manoilescu (9 de dezembro de 1891 – 30 de dezembro de 1950) foi um jornalista, engenheiro, economista, político e memorialista romeno, que serviu como ministro das Relações Exteriores da Romênia. Suas ideias corporativistas influenciaram a política econômica de vários países durante a década de 1930, especialmente no Brasil.